# Erika (sång)
"Erika" är en folkvisa som används av Bundeswehr i Tyskland. Sången komponerades av Herms Niel under 1930-talet och kom först att användas av Reichswehr i Weimarrepubliken och senare av Wehrmacht, även om sången inte har någon politisk kontext eller budskap. Under Vietnamkriget blev låten populär i USA och släpptes på engelska. Idag används den av militären i Tyskland, Chile, Sydafrika, Vietnam, USA och även i Sverige där låten sjungs på vissa regementen. 

## Historia
"Erika" är både ett vanligt tyskt kvinnonamn och det tyska ordet för ljung. Marschens text och melodi skrevs av Herms Niel, en tysk kompositör av marscher. Det exakta året för sångens ursprung är okänt och anges ofta som "ca 1930", ett datum som inte kan styrkas. Sången publicerades ursprungligen 1938 av förlaget Louis Oertel i Burgwedel och var populär innan andra världskriget bröt ut. Marschen uppmuntrar till hårt arbete, och är enligt Michael Tillotson, den mest populära marschen under andra världskriget. Den har spelats vid flera stora politiska evenemang.

## Musik
Marschen börjar med raden "Auf der Heide blüht ein kleines Blümelein" (På heden blommar en liten blomma), temat för en blomma (Erika) som bär en soldats älsklings namn. Efter varje rad, och efter varje gång namnet "Erika" sjungs, finns det en paus med tre taktslag, som fylls av trumman eller stampande fötter (t.ex. av marscherande soldater), som visas som (xxx) i texten nedan.

## Texter

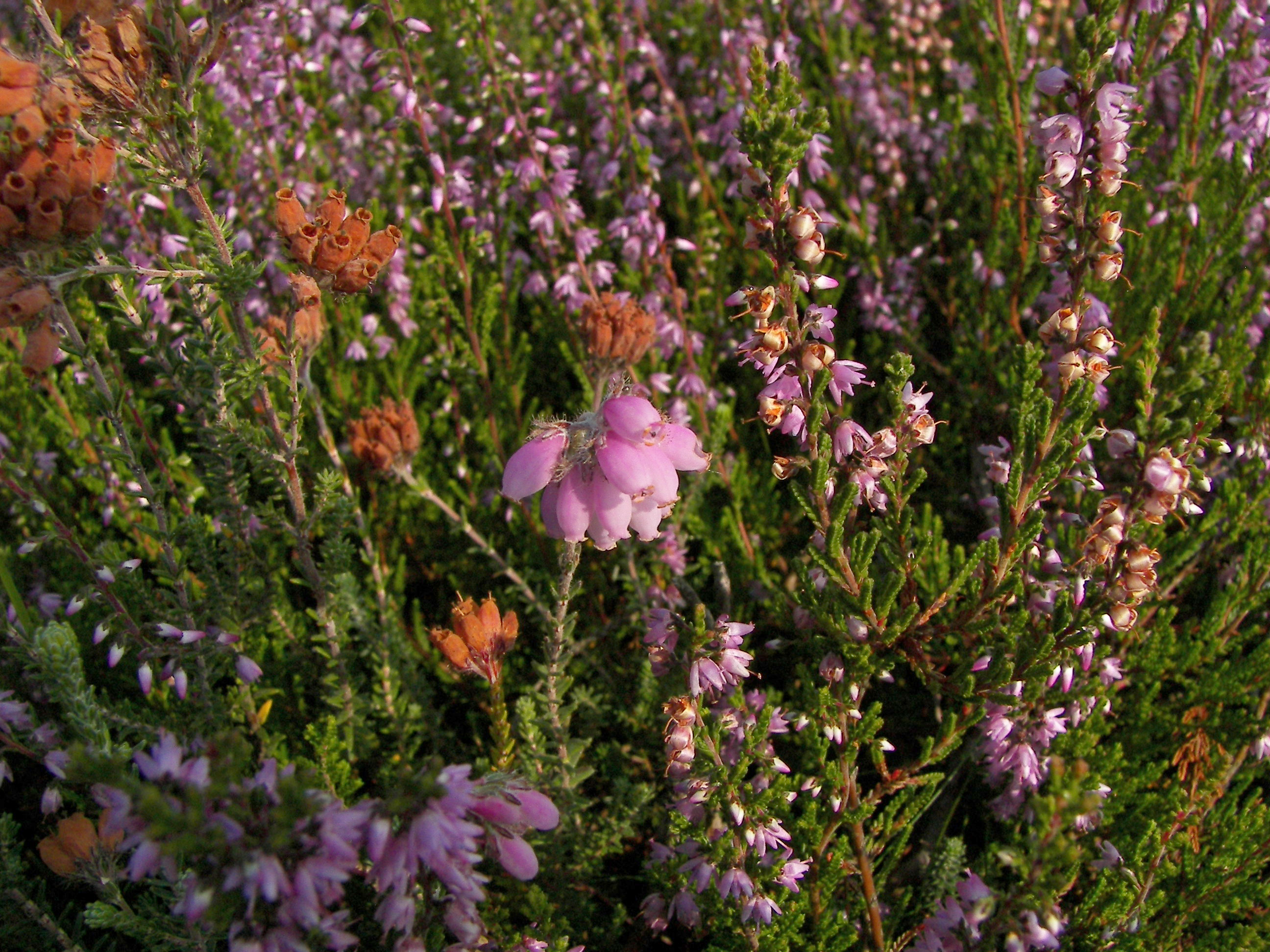
Erica tetralix (Klockljung), "Erika"

Auf der Heide blüht ein kleines Blümelein (xxx)
und das heißt (xxx) Erika. (xxx)
Heiß von hunderttausend kleinen Bienelein (xxx)
wird umschwärmt (xxx) Erika (xxx)
denn ihr Herz ist voller Süßigkeit, (xxx)
zarter Duft entströmt dem Blütenkleid. (xxx)
Auf der Heide blüht ein kleines Blümelein (xxx)
und das heißt: (xxx) Erika. (xxx)
In der Heimat wohnt ein kleines Mägdelein (xxx)
und das heißt (xxx) Erika. (xxx)
Dieses Mädel ist mein treues Schätzelein (xxx)
und mein Glück, (xxx) Erika. (xxx)
Wenn das Heidekraut rot-lila blüht,(xxx)
singe ich zum Gruß ihr dieses Lied. (xxx)
Auf der Heide blüht ein kleines Blümelein (xxx)
und das heißt: (xxx) Erika. (xxx)
In mein'm Kämmerlein blüht auch ein Blümelein (xxx)
und das heißt (xxx) Erika. (xxx)
Schon beim Morgengrau'n sowie beim Dämmerschein (xxx)
schaut's mich an, (xxx) Erika. (xxx)
Und dann ist es mir, als spräch' es laut:
"Denkst du auch an deine kleine Braut?"
In der Heimat weint um dich ein Mägdelein (xxx)
und das heißt (xxx) Erika.